# دانيال خواكيم
دانيال خواكيم هو لاعب رماية ألماني، ولد في 24 ديسمبر 1972.

## وصلات خارجية
- دانيال خواكيم على موقع أوليمبيديا (الإنجليزية)